# Кедровая бухта
«Кедровая бухта» (англ. Cedar Cove) — американский телесериал, основанный на одноименной серии книг Дебби Макомбер. В центре сюжета находится личная и профессиональная жизнь судьи Оливии Локхарт, роль которой исполняет Энди Макдауэлл. Это первый оригинальный сериал в истории Hallmark Channel.
Премьера сериала, снимаемого в Британской Колумбии, состоялась 20 июля 2013 года. В дополнение к первому сезону из двенадцати серий, канал заказал и съемки телефильма «Кедровая бухта: Рождество», который выйдет после финала сезона. 30 сентября 2013 года Hallmark продлил сериал на второй сезон для трансляции в 2014 году. После показа третьего сезона сериал был закрыт.

## Актёры и персонажи
- Энди Макдауэлл в роли Оливии Локхарт
- Дилан Нил в роли Джека Гриффита
- Терил Ротери в роли Грейс Шерман
- Брюс Бокслейтнер в роли Боба Белдона
- Барбара Нивен в роли Пегги Белдон
- Себастьян Спенс в роли Клиффа Хартинга
- Бреннан Эллиотт в роли Уоррена Саджета
- Сара Смит в роли Жюстин
- Паула Шоу в роли Шарлотты Джефферс
- Кори Севье в роли Сета Гандерсона, бывшего парня Жюстин. В пилотном эпизоде его сыграл Грейстон Холт.